# David Bierens de Haan

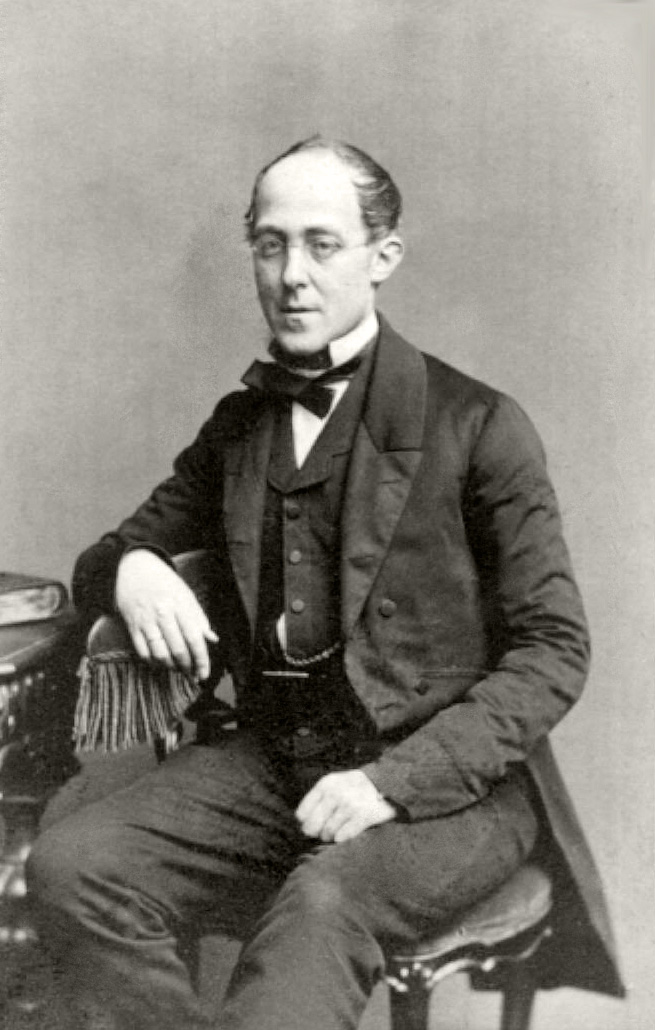
David Bierens de Haan

David Bierens de Haan (* 3. Mai 1822 in Amsterdam; † 12. August 1895 in Leiden) war ein niederländischer Mathematiker und Wissenschaftshistoriker.

## Leben
Er war der Sohn des vermögenden Kaufmanns Abraham Pieterszoon de Haan (* 12. Dezember 1795 in Amsterdam; † 25. Oktober 1880 in h. Oostbroek) und Catharina Jacoba Bierens (* 9. Januar 1797 in Amsterdam; † 12. September 1835 ebenda). Nachdem er verschiedene Ausbildungen erhalten hatte, bestimmte ihn sein Vater zum Studium der Rechtswissenschaften. So bezog er 1841 das Athenaeum Illustre Amsterdam. Im selben Jahr immatrikulierte er sich am 2. Januar 1841 an der Universität Leiden. Jedoch galten seine Interessen eher den exakten Wissenschaften, welche er ab September 1842 studierte. Am 15. Mai 1847 promovierte er in Leiden bei Gideon Janus Verdam (1802–1866) mit der Arbeit De Lemniscata Bernouillana zum Doktor der Philosophie. Am 28. August 1848 wurde er Dozent für Naturkunde und Mathematik am Gymnasium in Deventer. Während jener Zeit publizierte er eine Vielzahl von Artikeln zur Grundschulbildung und Mathematik.
Am 5. Mai 1856 wurde er Mitglied der Königlich Niederländischen Akademie der Wissenschaften, für deren Zeitschrift er von 1874 bis 1893 dreiunddreißig Artikel verfasste. Zudem war er Mitglied der holländischen Gesellschaft der Wissenschaften in Haarlem, der provinziellen Utrechtschen Gesellschaft der Künste und Wissenschaften, der Batavischen Gesellschaft für experimentelle Philosophie, ausländisches Mitglied der kaiserlichen Wissenschaften in Kasan, Mitglied der Academie Imperiale des science, inscriptions et belles lettres in Toulouse, der British Association for the advancement of science und der dänischen Gesellschaft der Wissenschaften. 1857 wurde er Schulrat in Deventer und kümmerte sich ab 1858 als Ratsmitglied um verschiedene Gebiete der Ausbildung daselbst. Am 21. Juni 1863 wurde er per königlichen Beschluss zum außerordentlichen Professor der Mathematik und Physik berufen.
Diese Stelle trat er am 25. Dezember 1863 mit der Einführungsrede Over de magt van het zoogenaamd onbestaanbare in de wiskunde an. Am 24. Dezember 1866 berief man ihn zum ordentlichen Professor. In dieser Eigenschaft beteiligte er sich auch an den organisatorischen Aufgaben der Hochschule und war 1872/1873 Rektor der Alma Mater. Er war seit 1888 Mitherausgeber der Oeuvres complètes von Christiaan Huygens und edierte 1892 die Algebra von Willem Smaasen (1820–1850). Er besaß eine sehr umfangreiche Bibliothek zu Mathematik, Wissenschaftsgeschichte und Pädagogik; diese befindet sich heute in der Universitätsbibliothek Leiden. Seine bedeutendste mathematische Leistung bestand in der Herausgabe einer sehr umfangreichen Integraltafel bestimmter Integrale namens Tables d'intégrales définies in 1858 und Nouvelles tables d'intégrales définies in 1867. Am 28. Juni 1892 wurde er per königlichen Beschluss aus seiner Professur emeritiert und verabschiedete sich am 20. September 1892 in den Ruhestand.

## Familie
Bierens de Haan hatte sich am 31. März 1852 in Deventer mit Johanna Catharina Justina de Schepper (* 13. April 1827 in Deventer; † 25. Januar 1906 in Haarlem), der Tochter des Wolter Jacob IJssel de Schepper (* 24. Januar 1799 in Deventer; † 23. April 1850 ebenda) und der Susanna Maria Petronella Teding van Berkhout (* 13. April 1802 in Olst; † 14. Mai 1880 in Heemstede), verheiratet. Aus der Ehe stammen sieben Töchter und zwei Söhne. Von den Kindern kennt man:
- Catharina Jacoba Abrahamina Bierens de Haan (* 10. Januar 1853 in Deventer; † 21. Dezember 1929 in Amersfoort) verheiratet 14. März 1878 in Leiden mit Marcellus Crommelin (* 11. September 1851 in Amsterdam; † 1. Oktober 1931 in Amersfoort)
- Wolter Jacob Bierens de Haan (* 29. April 1854 in Deventer; † 29. August in Den Haag) verheiratet 13. September 1882 in Zwolle mit Louisa Lucretia Roosenburg (* 19. Oktober 1862 in Waalwijk; † 26. Dezember 1947 in Amsterdam)
- Hester Antonia Bierens de Haan (* 23. September 1855 in Deventer; † 16. März 1865 in Leiden)
- Suzanna Maria Petronella Gerhardina de Haan (* 6. Juli 1857 in Deventer; † 29. Juli 1857 ebenda)
- Suzanna Maria Petronella Bierens de Haan (* 19. Juli 1858 in Deventer; † 25. Februar 1865 in Leiden)
- Petronella Hermance Johanna Bierens de Haan (* 21. Dezember 1859 in Deventer; † 28. November 1872 in Leiden)
- Elise Charlotte Adolphine Jeannette de Haan (* 28. März 1862 in Deventer; † 21. Oktober 1865 in Leiden)
- Maria Cornelia Johanna Bierens de Haan (* 6. Juni 1866 in Leiden; † 20. Januar 1941 in Utrecht) verheiratet 25. Oktober 1888 mit Baron Willem Cornelis Röell (* 22. November 1861 in Den Haag; † 18. März 1937 in Utrecht)
- Johan Catharinus Justus Bierens de Haan (* 17. November 1867 in Leiden; † 18. Dezember 1951 in Amsterdam) wurde Chirurg und Kunstsammler

## Werke (Auswahl)
- Dissertatio Mathematica inauguralis de lemniscata Bernoulliana. Amsterdam 1847 (books.google.de).
- De wiskunde als gedeelte van het onderwijs op gymnasiën. 1850.
- Réduction des intégrales définies générales. Amsterdam 1857 (books.google.de).
- Tables d'intégrales définies. Amsterdam 1858, Verhandelingen Koninkljike Akademie Wetenschappen, C. G. van der Post (books.google.de).
- Gronden van de theorie der bepaalde integralen. 1858.
- Over eenige gevallen bij de Theorie van onstadige (Discontinuë) functiën. Amsterdam 1858 (books.google.de).
- Mémoire sur une méthode pour deduire quelques intégrales définies. 1860 (books.google.de).
- Exposé de la théorie, des propriétés, des formules de transformation et des méthodes d'évaluation des intégrales définies. 1860, 1862.
- Het industrieel onderwijs. 1861.
- Supplément aux tables d'intégrales définies qui forment le tome IV des mémoires de l'académie. 1864 [1861] (books.google.de).
- Vorderingen in de photographische afbeelding van hemelligchamen. 1862.
- Over de magt van het zoogenaamd onbestaanbare in de wiskunde. Deventer 1863 (books.google.de).
- Overzigt van de differentiaalrekening. Leiden 1865 (books.google.de).
- G. J. Verdam. 1866 (books.google.de).
- Nouvelles tables d'intégrales définies. Leiden 1867, P. Engels (books.google.de).
- Het biljart. Leiden 1870 (books.google.de).
- Feestviering ter eere van het vierhonderd-jarig bestaan der Ludwig … . 1872 (books.google.de).
- Notice sur Meindert Semeyns. 1873.
- Notice sur des tables logarithmiques hollandaises. 1874.
- Over het differentieeren van eenige elliptische integralen. 1878.
- Levensschets van Carel Johannes Matthes. 1882.
- Levensschets van Isaac Paul Delprat. 1882.
- Een aanhangsel tot de tafels van onbepaalde integralen. 1883, 2. Bände.
- Bouwstoffen voor de geschiedenis der wis- en natuurkundige wetenschappen in de Nederlanden. 1878–1887, 2. Bände.
- Bibliographie néerlandaise historique-scientifique des ouvrages importants dont les auteurs sont nés aux 16e, 17e et 18e siècles, sur les sciences mathématiques et physiques avec leurs applications. 1883 (archive.org).
- Levensbericht van F.J. van den Berg, en lijst zijner geschriften. 1895.